# Aschau im Chiemgau
Aschau im Chiemgau, Aschau i.Chiemgau – miejscowość i gmina w Niemczech, w kraju związkowym Bawaria, w rejencji Górna Bawaria, w regionie Südostoberbayern, w powiecie Rosenheim. Leży w Alpach Chiemgawskich.

## Geografia

### Położenie
Aschau im Chiemgau leży 23 km na południowy wschód od Rosenheimu, 20 km na południe od Prien am Chiemsee i 28 km na północ od Kufsteinu, przy czym granica z Austrią (Tyrolem) jest oddalona od centrum miejscowości o 13 km. Aschau jest końcową stacją linii kolejowej Prien am Chiemsee – Aschau im Chiemgau. Znajduje się tu też początkowa stacja kolejki linowej na Kampenwand.

### Jezioro Bärnsee
W odległości ok. 4 km na północny wschód od centrum znajduje się rezerwat przyrody Bärnsee. Samo jezioro jest otoczone torfowiskiem wysokim, zwanym Aschauer Fuizn i z powodu bogactwa gatunkowego, zarówno roślin, jak i zwierząt, podlega ochronie. W ostatnim czasie osiedliły się tu również bobry. Przez bagno został poprowadzony szlak turystyczny po drewnianych pomostach. Ze względu na ochronę przyrody kąpiel w jeziorze jest zakazana.

### Podział gminy
Gmina Aschau im Chiemgau składa się z 43 urzędowo nazwanych części:

- Aschach
- Aschau im Chiemgau
- Attich
- Aufham
- Außerkoy
- Außerwald
- Bach
- Berg
- Brückl
- Bucha
- Einfang
- Engerndorf
- Fellerer
- Göttersberg
- Grattenbach
- Grenzhub
- Grünwald
- Hainbach
- Haindorf
- Hammerbach
- Hintergschwendt
- Hohenaschau im Chiemgau
- Höhenberg
- Hub
- Huben
- Innerkoy
- Innerwald
- Kohlstatt
- Mitterleiten
- Pölching
- Reichenau
- Sachrang
- Schlechtenberg
- Schoßrinn
- Schwarzenstein
- Schweibern
- Seehaus
- Spöck
- Stein
- Vordergschwendt
- Wald
- Wasserthal
- Weiher

## Historia

### Do połączenia gmin

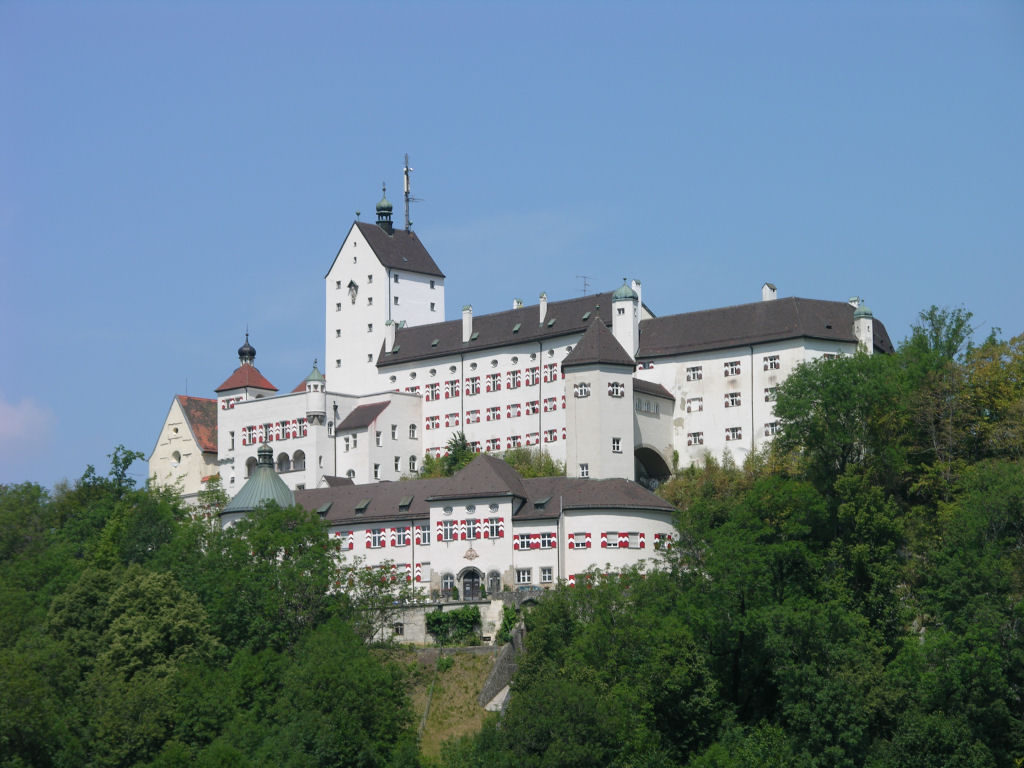
Zamek Hohenaschau

Zamek Hohenaschau został wybudowany w górnej części doliny rzeki Prien w drugiej połowie XII wieku przez Konrada i Arnolda von Hirnsbergów. Znaczący ród szlachecki poszerzał stan swego posiadania i wybudował w zamek, który stał się centrum władzy ich państwa. Państwo Hohenaschau nie było wprawdzie księstwem we właściwym tego słowa znaczeniu, posiadało jednak szereg przywilejów, jak na przykład prawo wykonywania kary śmierci i kar okaleczających.
W czasie przebudowy i rozbudowy zamku w stylu renesansowym (1540–1560) i późnego baroku (1672–1686) została wzniesiona barokowa kaplica zamkowa i były dom beneficjatów, obecnie Muzeum Priental (Muzeum doliny rzeki Prien). Po dalszych zmianach, szczególnie tych, przeprowadzonych przez przemysłowca Theodora von Cramer-Kletta w latach 1905–1908, przeszedł w 1942 r. na własność państwa niemieckiego i obecnie używany jest jako dom wczasowy Federalnej Administracji Podatkowej.
Hohenaschau i Niederaschau stały się w czasie reformy administracyjnej w Bawarii w 1818 r. samodzielnymi gminami. 1 stycznia 1966 r. obie miejscowości zostały połączone w jedną gminę Aschau im Chiemgau.

### Kolejne przyłączenia
1 maja 1978 w ramach reformy gminnej przyłączono do gminy dotychczasową gminę Sachrang, a także południową część dotychczasowej gminy Umrathshausen i utworzono obecną gminę Aschau im Chiemgau. W wyniku tego stała się największą gminą powiatu.

### Herb
Blazonowanie: w srebrnym polu, na środkowym wierzchołku niebieskiego, skalistego trójwzgórza znajduje się zielony jesion.
Herb został wprowadzony w 1967 roku. Jesion wywodzi się od nazwy miejscowości: niem. Esche – jesion.

## Demografia
Dane o ludności z 31 grudnia 2008:
| Opis                                | Ogółem | Ogółem | Kobiety | Kobiety | Mężczyźni | Mężczyźni |
| ----------------------------------- | ------ | ------ | ------- | ------- | --------- | --------- |
| Jednostka                           | osób   | %      | osób    | %       | osób      | %         |
| Populacja                           | 5686   | 100    | 3010    | 52,94   | 2676      | 47,06     |
| Wiek przedprodukcyjny (0–17 lat)    | 875    | 15,39  | 406     | 7,14    | 469       | 8,25      |
| Wiek produkcyjny (18–65 lat)        | 3293   | 57,91  | 1735    | 30,51   | 1558      | 27,4      |
| Wiek poprodukcyjny (powyżej 65 lat) | 1518   | 26,7   | 869     | 15,28   | 649       | 11,41     |

## Polityka
Wójtem gminy jest Peter Solnar, wcześniej urząd ten obejmował Werner Weyerer, a przed nim Kaspar Öttl, rada gminy składa się z 20 osób.
|      | CSU | SPD | FWG | PL | ABL | Razem |
| 2014 | 7   | –   | 8   | 2  | 3   | 20    |
| 2008 | 7   | –   | 8   | 2  | 3   | 20    |
| 2002 | 6   | 3   | 9   | 2  | –   | 20    |

## Komunikacja
Funkcjonują linie autobusowe Rosenheim–Aschau (linia 9496) i Wildbich–Aschau–Felden (linia 9502), która latem dociera do Oberaudorfu oraz połączenie kolejowe do Prien am Chiemsee. W miejscowości znajduje się dworzec kolejowy użytkowany również przez Deutsche Bahn.
Najbliższe lotnisko znajduje się w odległym o ok. 60 km Salzburgu.

## Edukacja
Szkoła podstawowa: Preysing Grundschule Aschau im Chiemgau
Prywatna szkoła specjalna: Privates Förderzentrum (Kinderklinik)

## Atrakcje

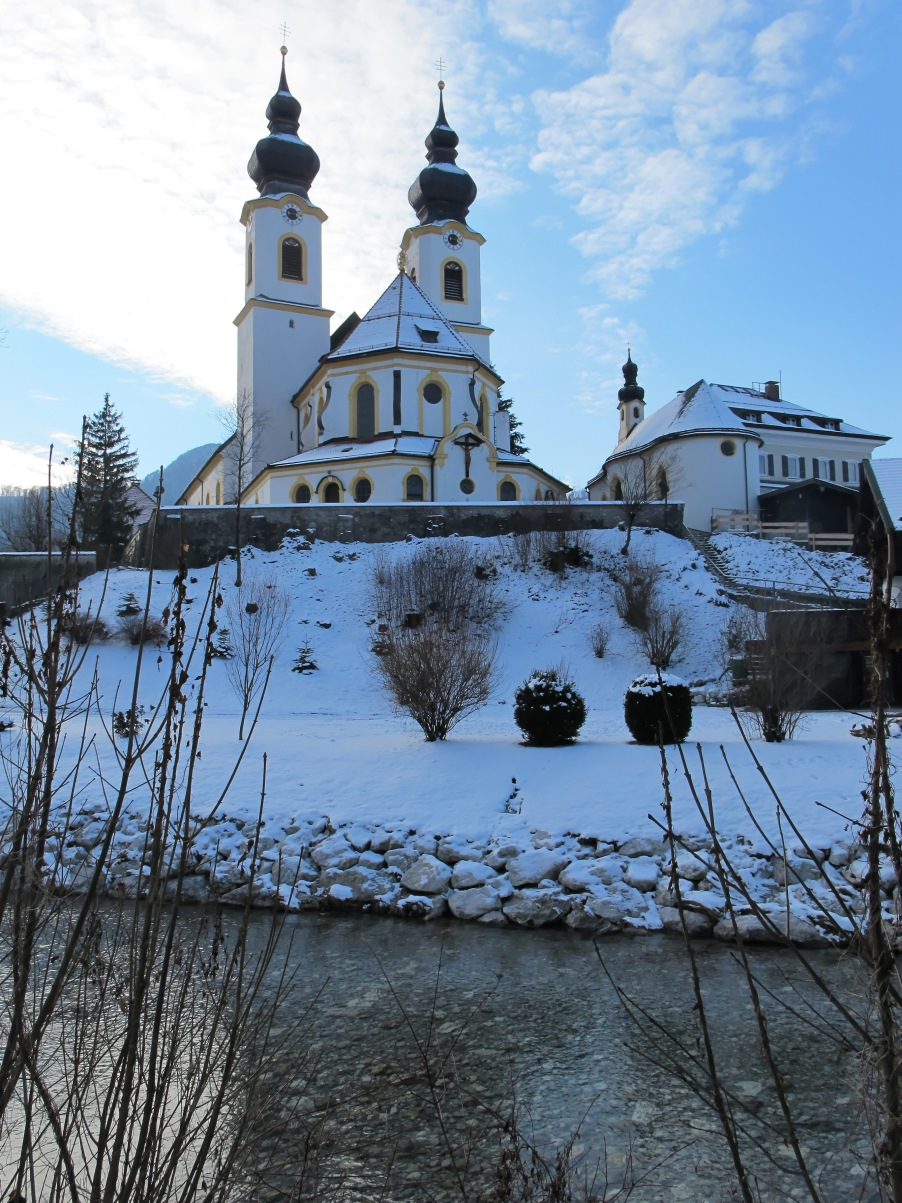
Kościół parafialny zimą (na pierwszym planie rzeka Prien)

- W ramach Roku Ławek (Bankerljahr)[18] zamontowano w Aschau 450 ławek do siedzenia i 160 ławek tematycznych. Ławki tematyczne zostały zaprojektowane indywidualnie i stoją w atrakcyjnych miejscach. Przykładami są ławka Pumuckla Pumuckl-Bankerl lub ławka w kształcie beczki na piwo.
- Kampenwandbahn, Kolejka linowa na Kampenwand[19]
- Zamek Hohenaschau, zbudowany w XII w. jako zamek obronny, później ciągle przebudowywany i powiększany, w końcu zmodernizowany przez Theodora von Cramera-Kletta, obecnie w większej części w posiadaniu Federalnej Administracji Podatkowej i użytkowany jako dom wczasowy[20].
- Sokolarnia zamku Hohenaschau (Falknerei Burg Hohenaschau)[21]
- W Aschau i okolicach znajduje się wiele szlaków pieszych, np.: Szlaki bez granic (Grenzenlos Wanderwege)[22]
- Muzeum Rzeki Prien (Prientalmuseum) w zamku Hohenaschau[23]
- Müllner-Peter-Museum w Sachrangu[24]
- Kościół katolicki Darstellung des Herrn, od połowy XVII w. przebudowywany w stylu barokowym, rozbudowany przez nadwornego budowniczego Johanna Baptistę Gunetzrhainera, jego historia sięga jednak XII wieku[25][26].
- Rastkapelle, kaplica w Hohenaschau[27]
- Browar zamkowy (Schlossbrauerei) w Hohenaschau
- Linia kolejowa Chiemgau-Bahn, połączenie kolejowe między Aschau a Prien am Chiemsee

## Osoby związane z gminą
- Johann Nepomuk von Wening-Ingenheim (1790–1831), naukowiec zajmujący się prawem, nauczyciel akademicki, urodzony w Hohenaschau
- Theodor von Cramer-Klett (1817–1884), kupiec i przemysłowiec, były właściciel zamku Hohenaschau
- Hans Stubenrauch (1875–1941), malarz i pisarz
- Max Baur (1898–1988), fotograf i wydawca
- Julius Assfalg (1919–2001), orientalista, współwydawca Oriens Christianus
- Michael Kreuz (1929–2015), rzeźbiarz w drewnie
- Hans Clarin (1929–2005), aktor i aktor głosowy
- Christian Wolff (* 1938), aktor
- Franz Paul Gruber (* 1942), weterynarz i nauczyciel akademicki
- Peter Michael Hamel (* 1947), kompozytor, w 1998 r. założył Międzykulturowy Instytut Muzyczny (Interkulturelles Musikinstitut) w Aschau
- Heinz Winkler (* 1949), kucharz
- Werner Zanier (* 1959), archeolog
- Björn Kircheisen[28] (* 1983), kombinator norweski
- Natalie Geisenberger[28](* 1988), saneczkarka
- Lucas Bögl[28] (* 1990), biegacz narciarski

## Galeria

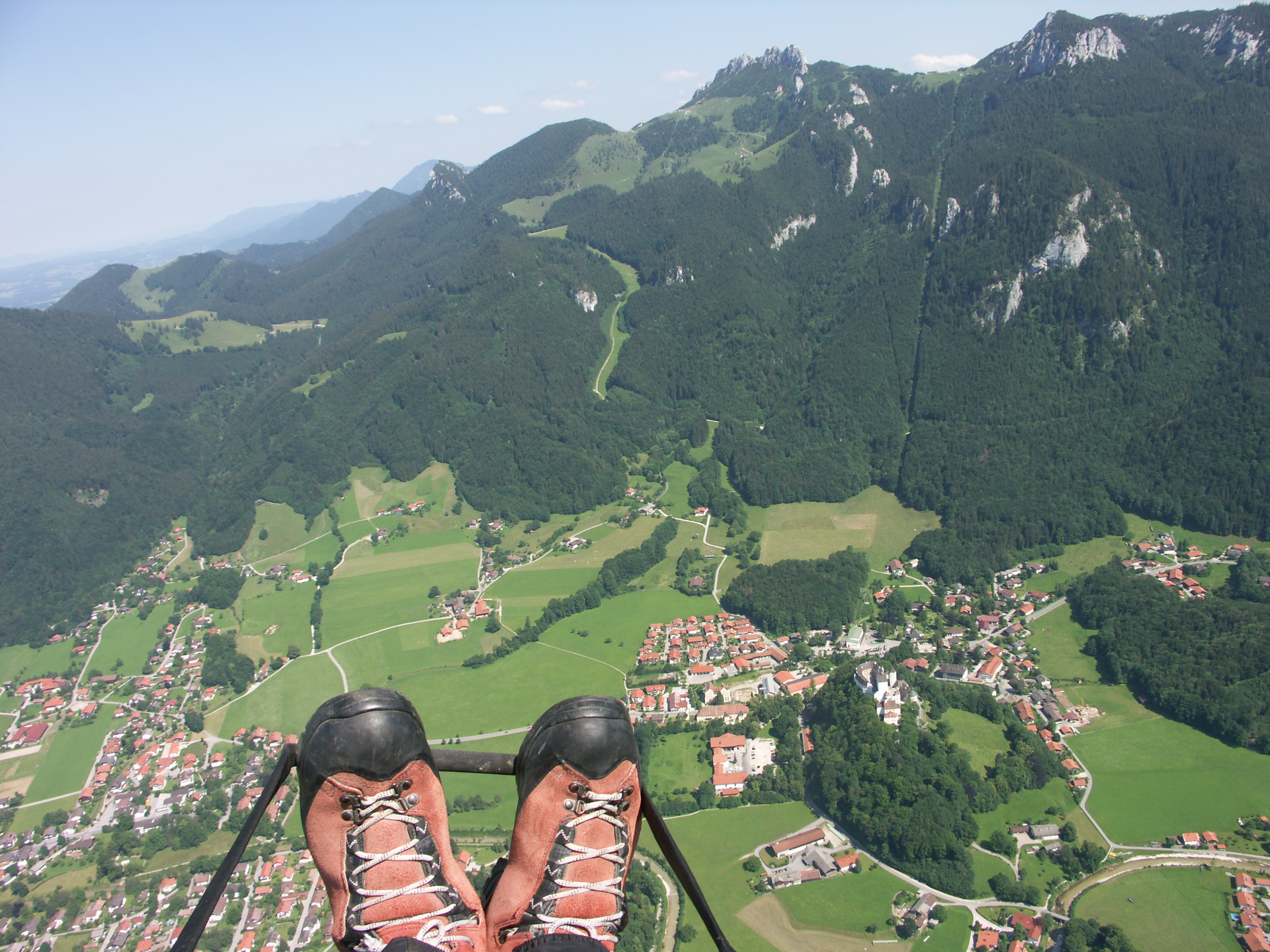
Aschau z góry
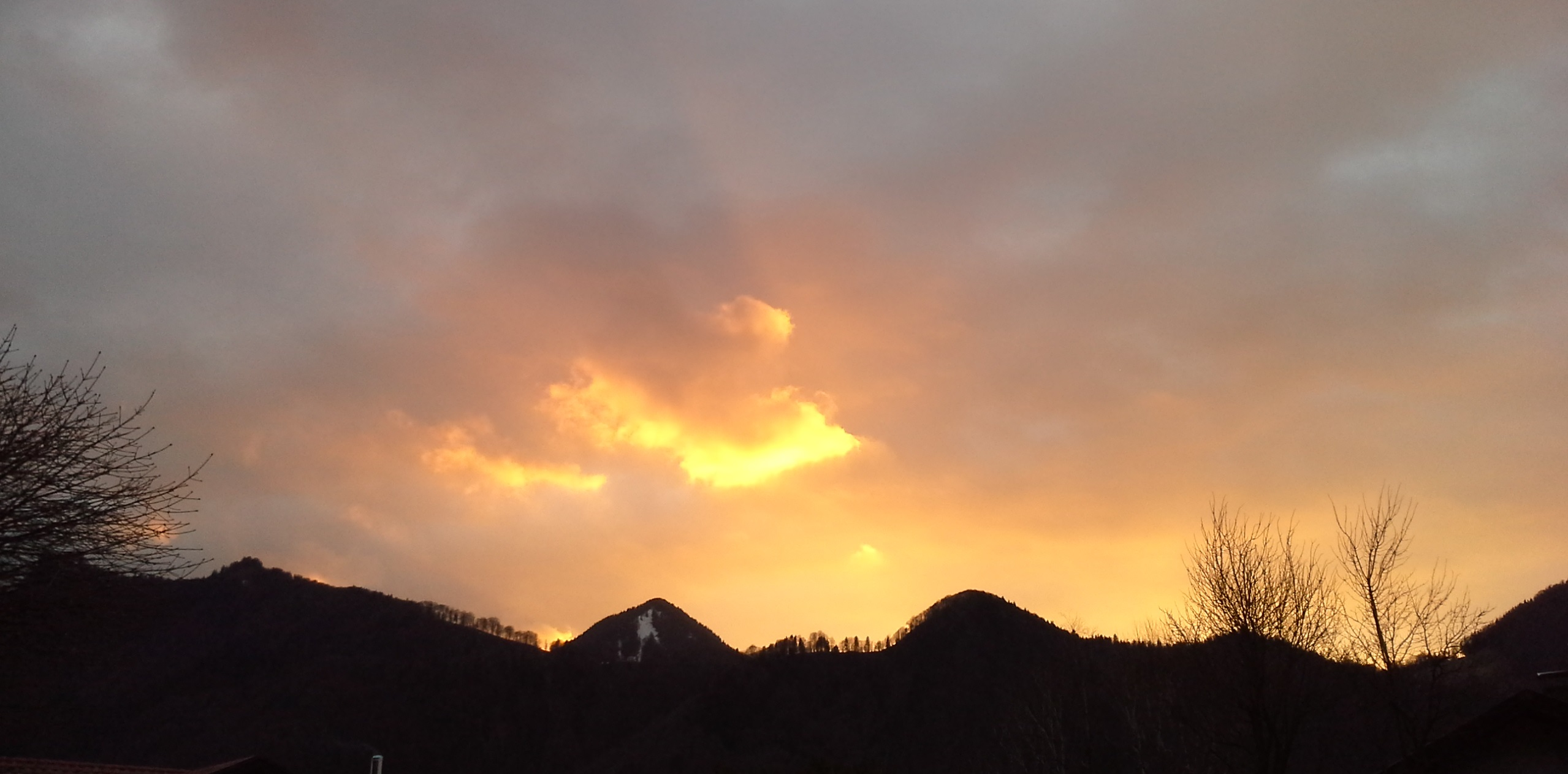
Łańcuch gór na zachodzie
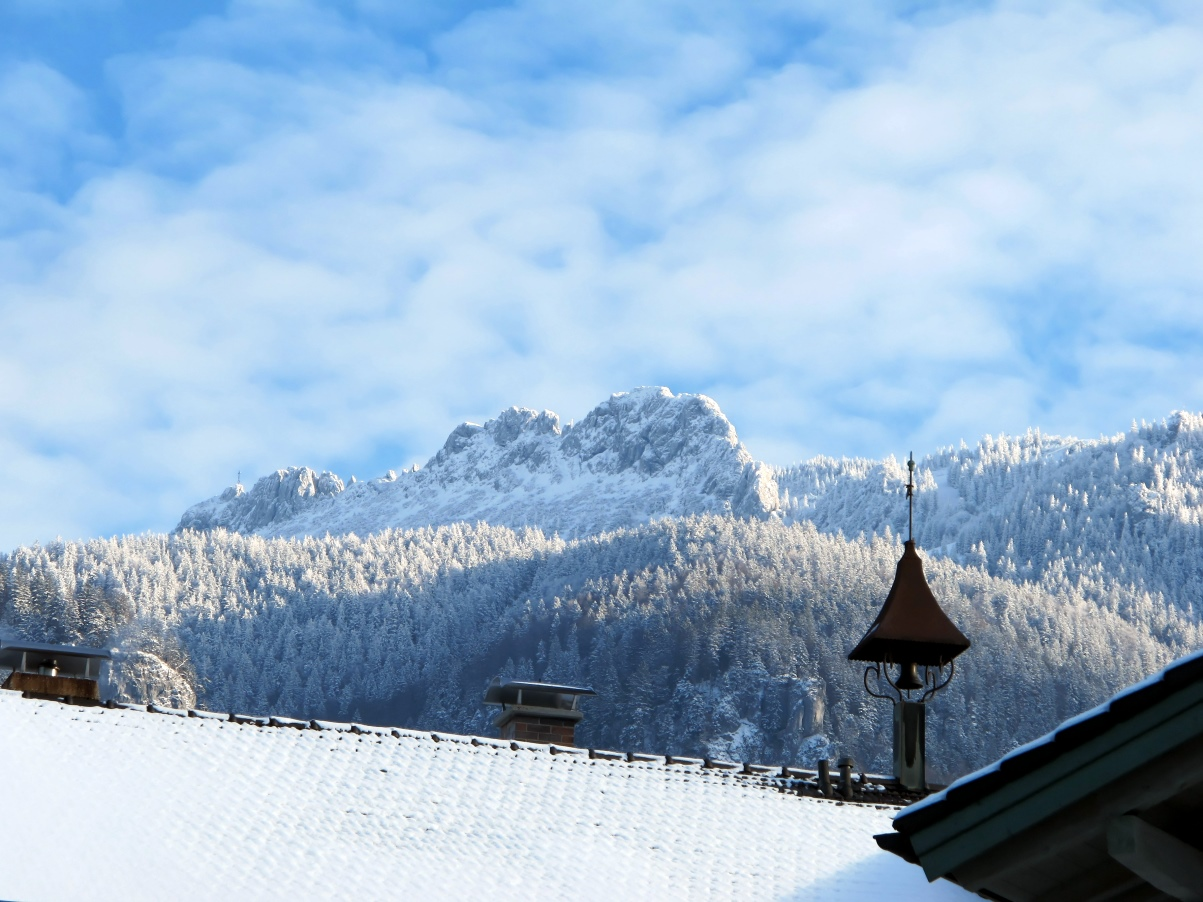
Kampenwand w zimie
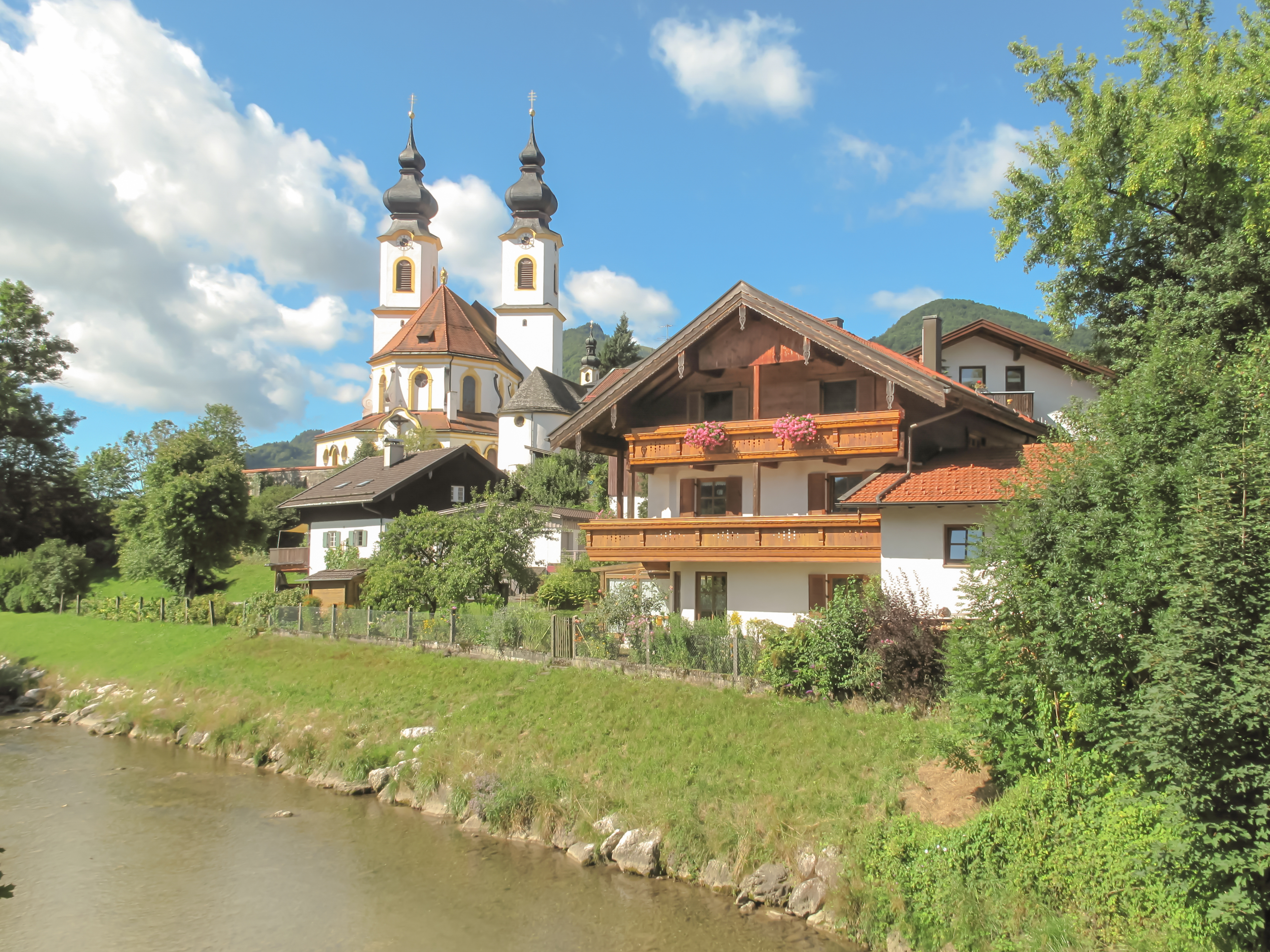
Kościół parafialny Darstellung des Herrn
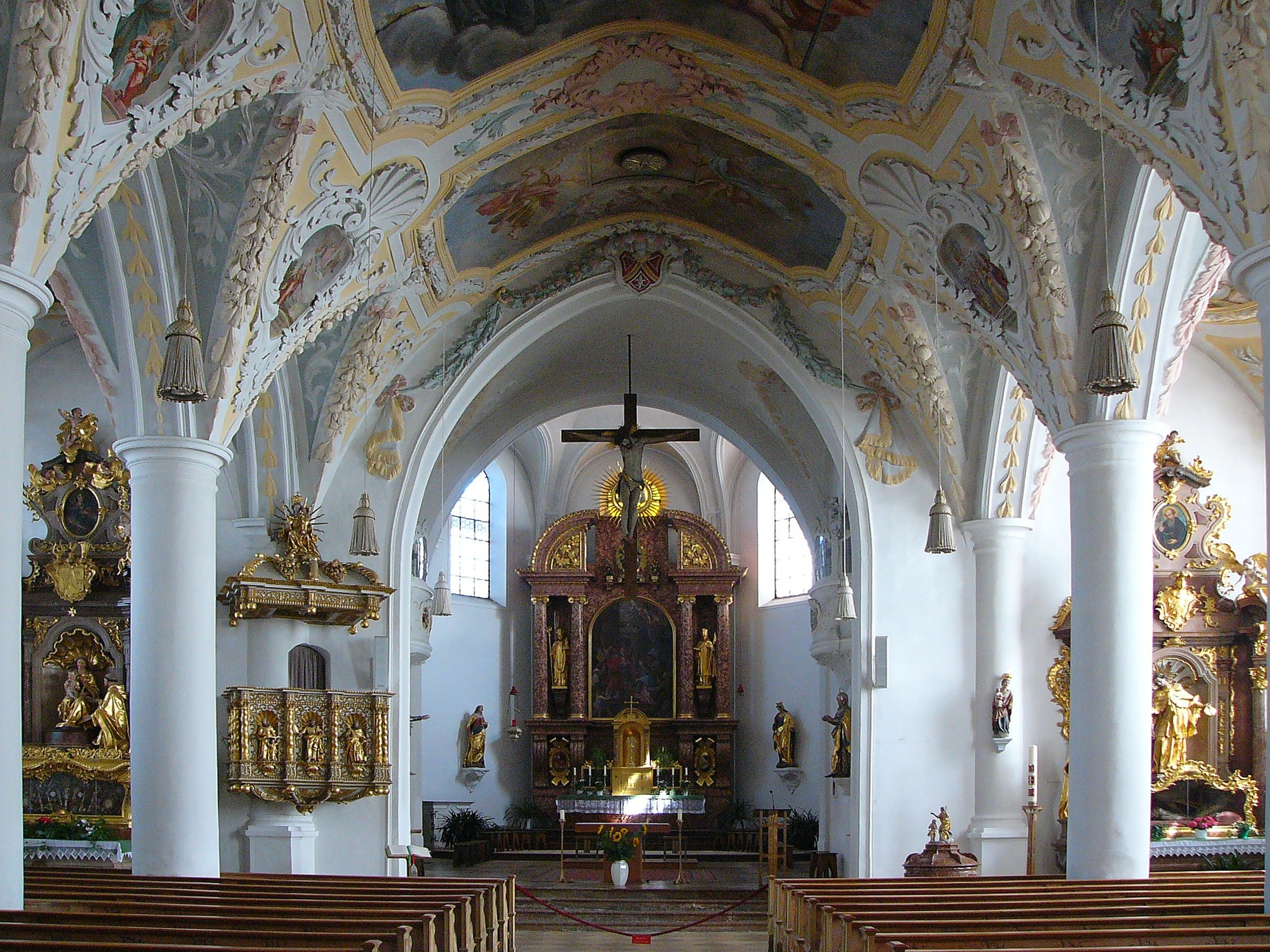
Wnętrze kościoła parafialnego
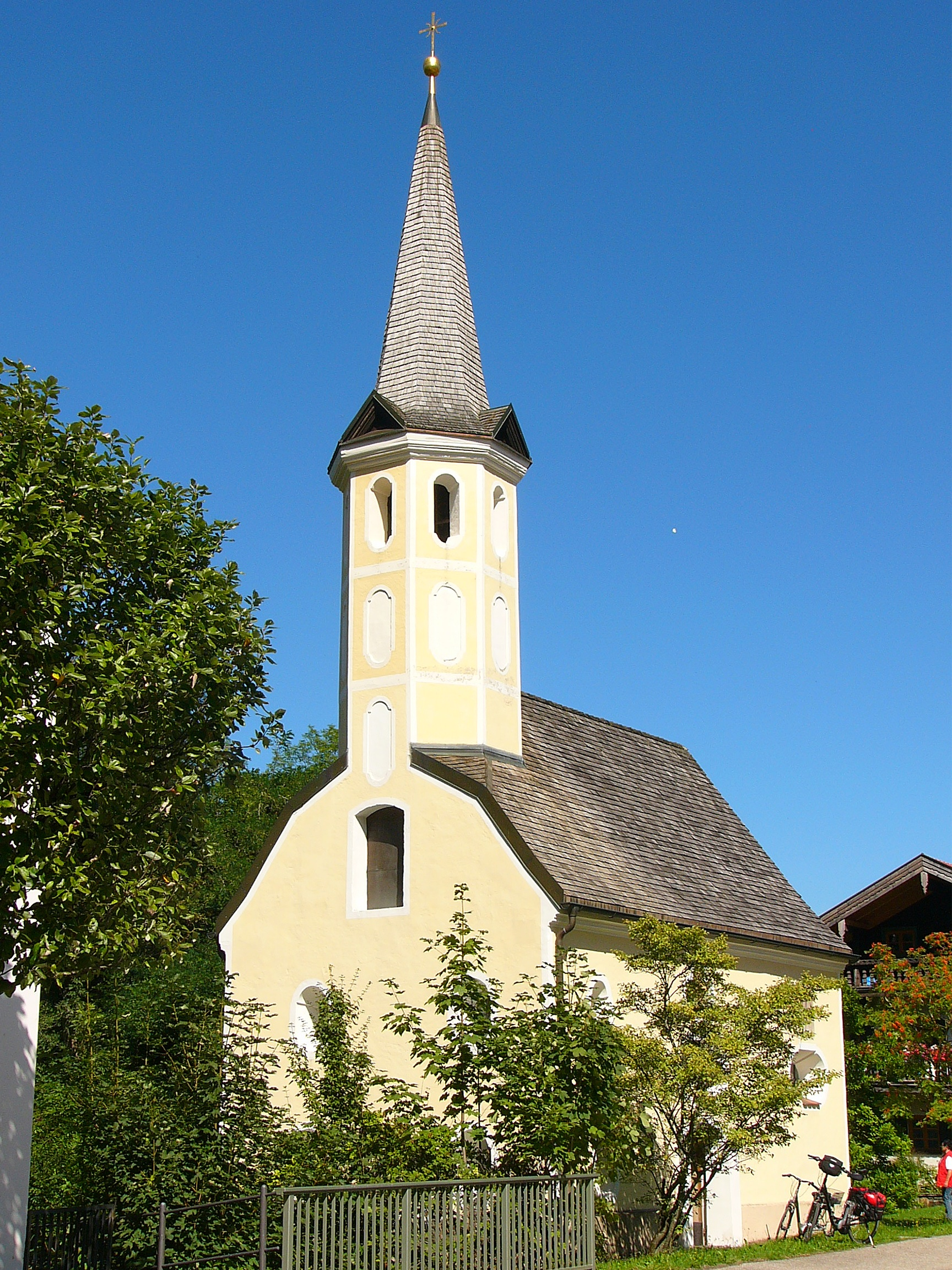
Kaplica w Hohenaschau
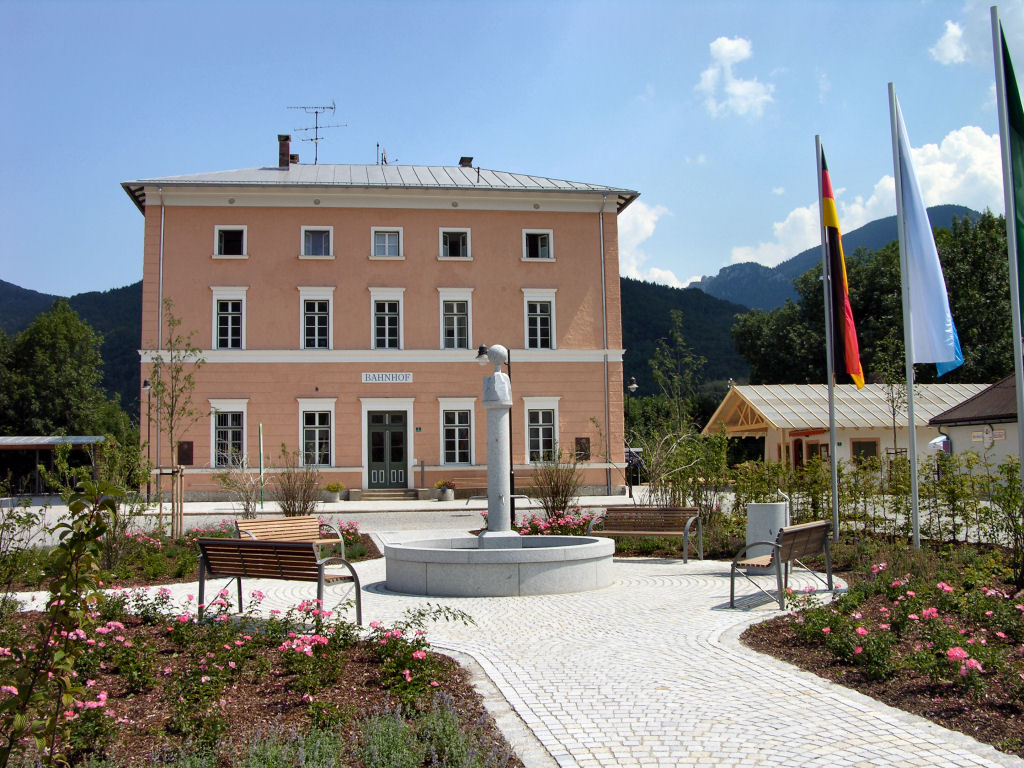
Dworzec w Aschau i plac Hans-Clarin-Platz
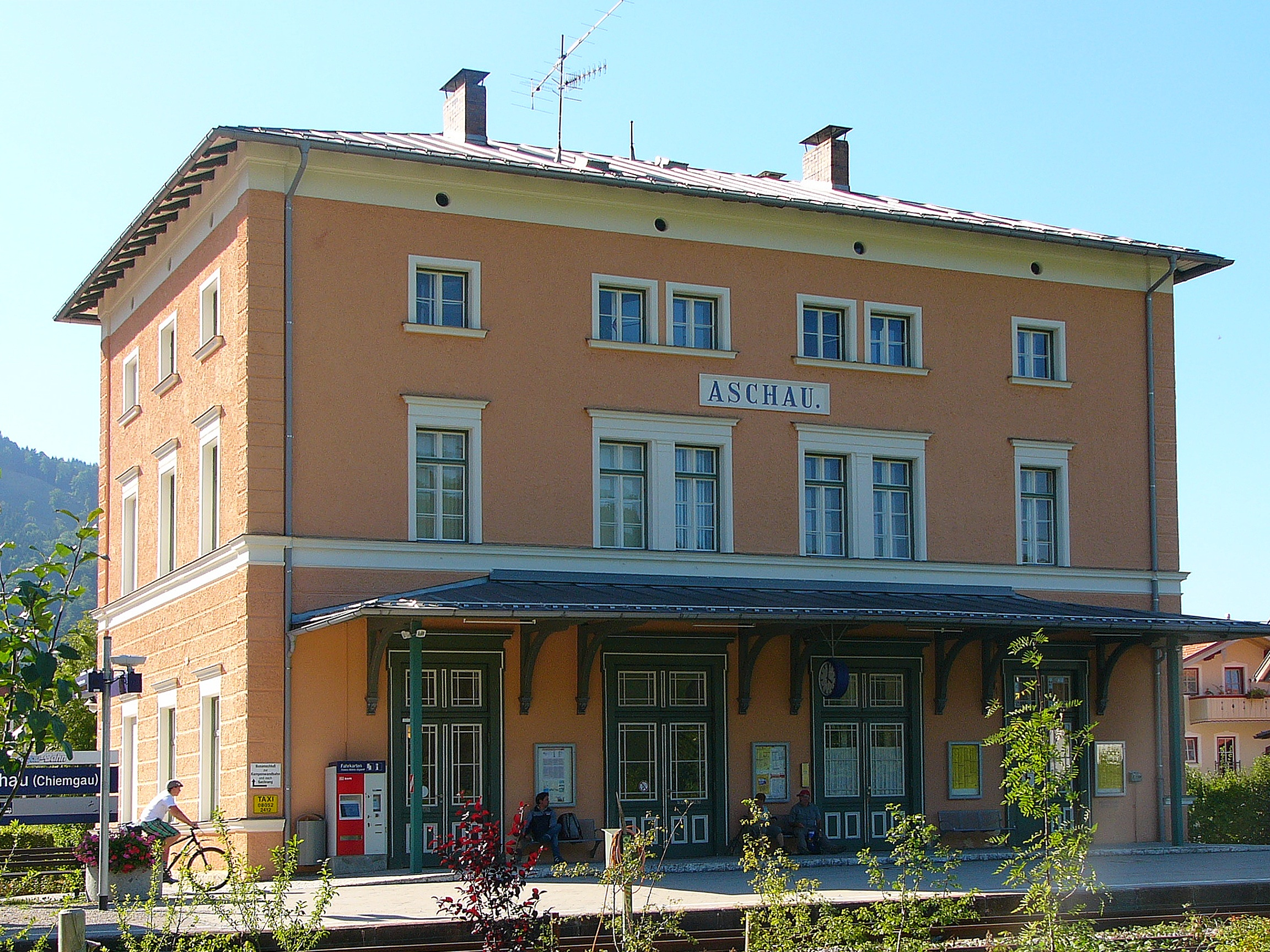
Historyczny budynek dworca kolejowego
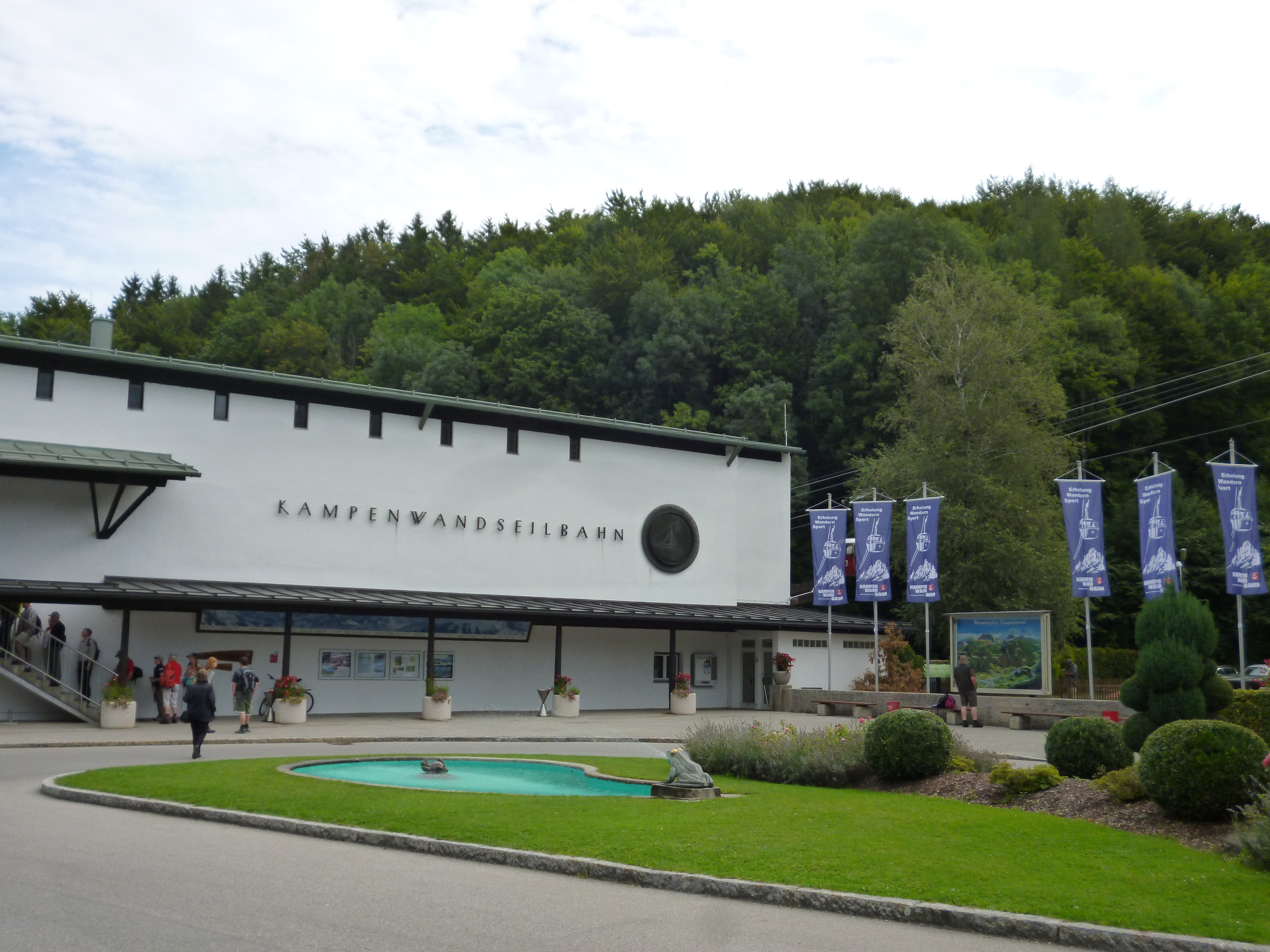
Dolna stacja kolejki linowej Kampenwandbahn
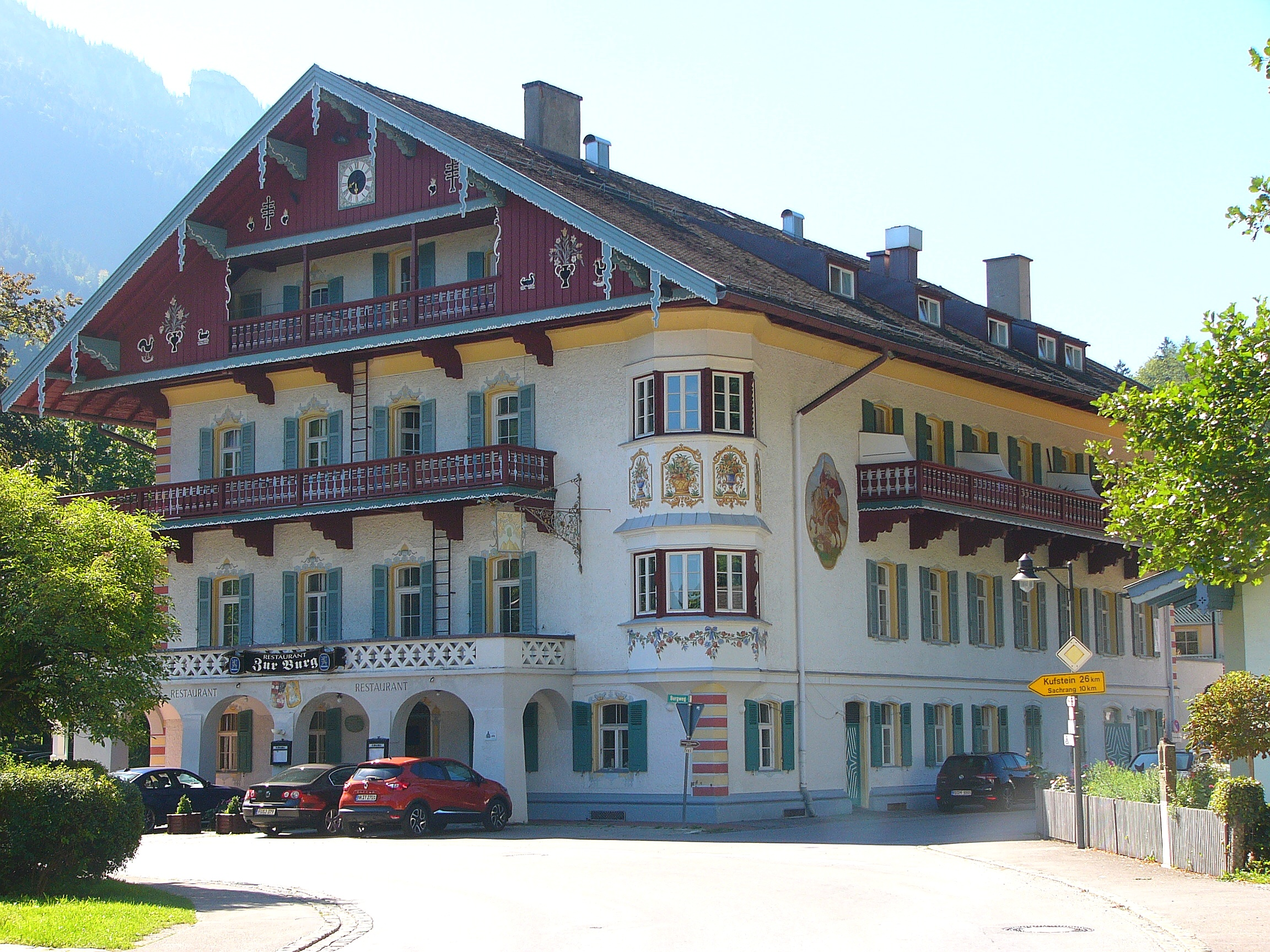
Hotel Burghotel Aschau
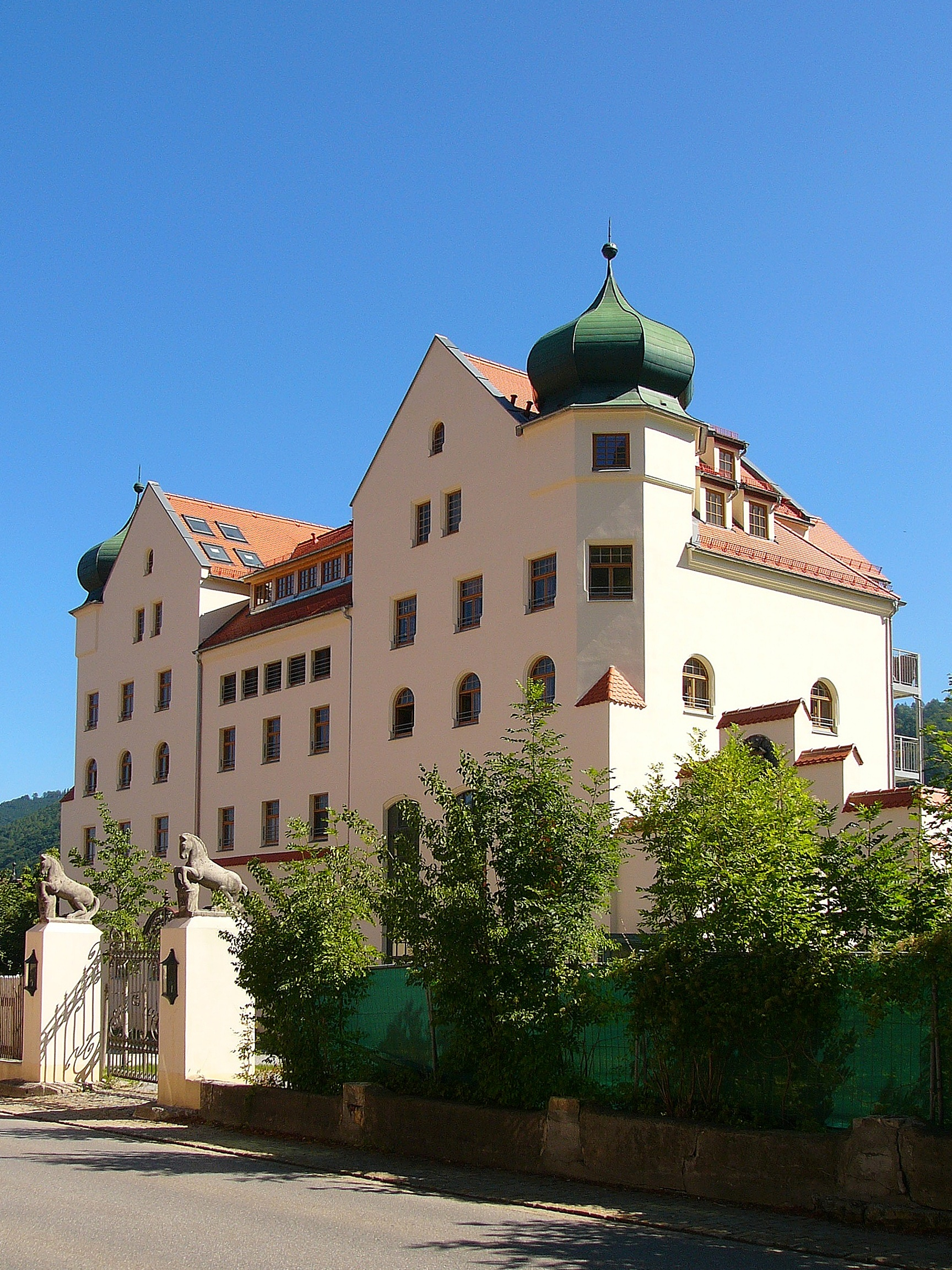
Dawny browar zamkowy Hohenaschau
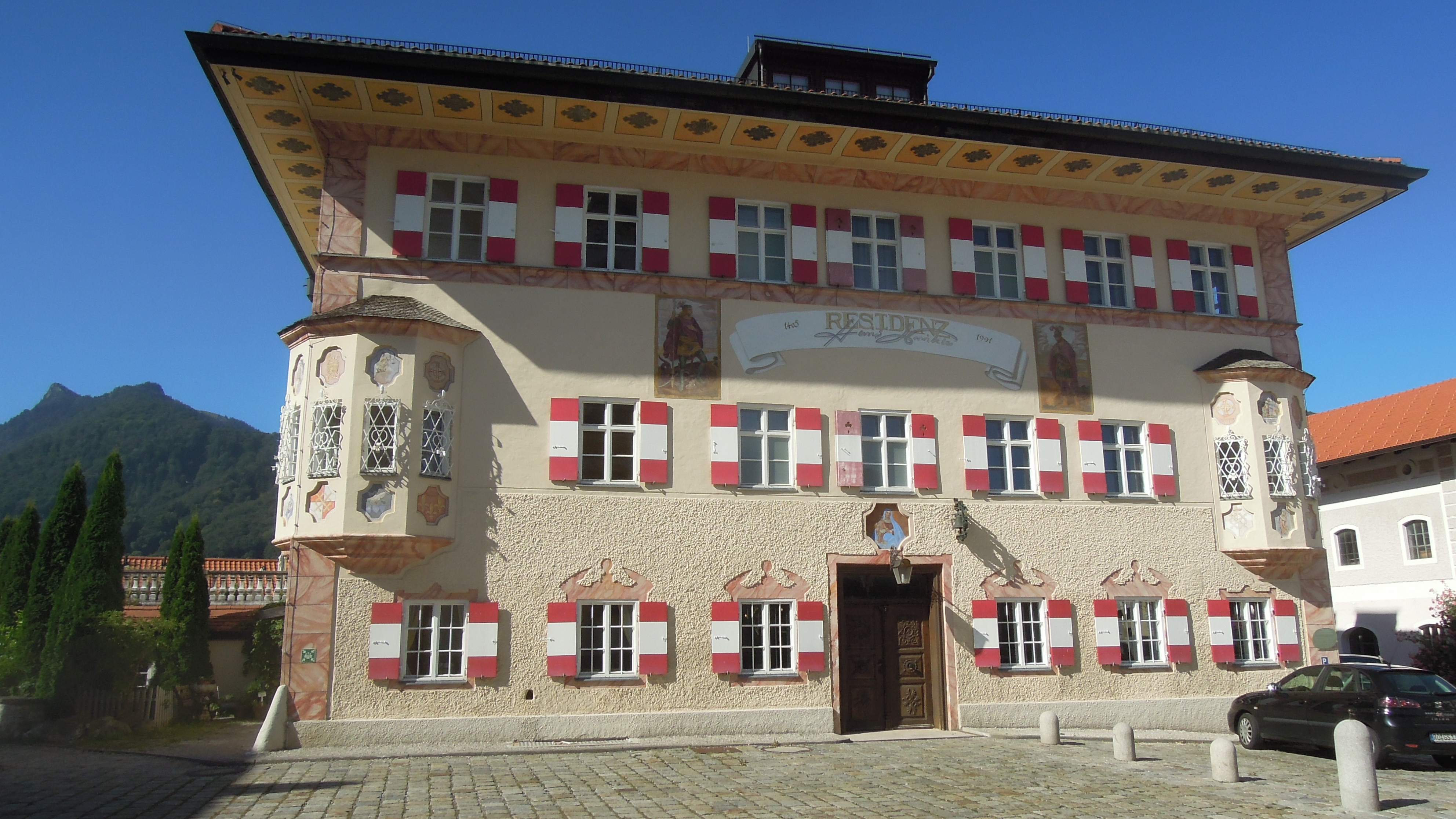
Restauracja hotelu Residenz Heinz Winkler